# María Josefa Huarte Beaumont
María Josefa Huarte Beaumont (Pamplona, 25 de mayo de 1927 - Pamplona, 8 de febrero de 2015) fue una destacada coleccionista de arte, filántropa, mecenas y benefactora española.

## Vida
Hija del empresario pamplonés Félix Huarte Goñi y Adriana Beaumont Galdúroz. Era la tercera de cuatro hermanos: Jesús, Juan, María Josefa y Felipe. Casada con el ingeniero industrial y financiero navarro, Javier Vidal, no tuvieron hijos.
María Josefa, concentró sus energías en dos grandes proyectos: la asociación Navarra Nuevo Futuro y su colección personal de obras de arte. Gracias al apoyo de Mª Josefa, y con la inestimable ayuda de Adriana -su madre-, en 1971 nacía la Asociación Navarra Nuevo Futuro. El objetivo de esta asociación era proteger a niños en situación precaria, ofreciéndoles un hogar y educación, no sólo en España, sino también en otros países, como Colombia y Croacia.

## Colección María Josefa Huarte
El interés por el mundo artístico ha estado presente en María Josefa como coleccionista, y como mecenas, acompañando a jóvenes artistas al inicio de sus itinerarios artísticos, impulsando diversos proyectos culturales en ámbitos muy dispares. A través de su hermano Juan conoció y trató a artistas como Eduardo Chillida, Jorge Oteiza o Néstor Basterretxea, y optó por adentrarse como este último, en el mundo del coleccionismo. Con un criterio propio, se centró en la adquisición de obras de artistas abstractos, españoles principalmente y casi siempre vivos.
Como solía señalar, la adquisición de cada obra era fruto de una relación íntima entre la obra de arte en cuestión y ella, como si de un flechazo se tratara. En esta colección tan personal, Pablo Palazuelo es el artista mejor representado, y con el que ella se sentía más identificada. Aunque posteriormente se fueron incorporando obras de Antoni Tàpies (L'esperit Català), Jorge Oteiza (Elías y su carro de fuego), Pablo Picasso, Gerardo Rueda y Mark Rothko, entre otros. Con el fin de mostrar su colección a todo el público interesado donó a la Universidad de Navarra, en abril de 2008, las 46 obras que la componen, ya que quería que se quedara arraigada en la Comunidad Foral Navarra. Con ese fin se construyó el Museo Universidad de Navarra, realizado por el arquitecto navarro Rafael Moneo.
La colección está constituida por obras de arte de: Jaime Burguillos (Sevilla, 1930-2003), Eduardo Chillida (San Sebastián, 1934-2002); Luis Feito (Madrid, 1929); Manuel Gómez Raba (Santander, 1928-1983); Manuel Hernández Mompó (Valencia, 1927-Madrid, 1922); Jean Ipoustéguy (Dun-Sur-Meuse, Francia, 1920-2006); Vasili Kandinski (Moscú, 1866-Neully-Sur-Seine, Francia, 1944); César Manrique (Arrecife, Lanzarote, 1919-Tahiche, Lanzarote, 1992); Manolo Millares (Las Palmas de Gran Canaría, 1926-Madrid, 1972); Manu Muniategiandikoetxea (Bergara, Guipúzcoa, 1966); Jorge Oteiza (Orio, 1908-San Sebastián, 2003); Pablo Palazuelo (Madrid, 1915-Galapagar, Madrid, 2007); Pablo Picasso (Málaga, 1881-Mougins, Francia, 1973); Mark Rothko (Dvinsk, Imperio Ruso -actualmente Daugavpils, Letonia-, 1903-Nueva York, 1970); Gerardo Rueda (Madrid, 1926-1996); Rafael Ruiz Balerdi (San Sebastián, 1934-Altea, Alicante, 1992); Eusebio Sempere (Onil, Alicante, 1923-1985); José Antonio Sistiaga (San Sebastián, 1932), y Antoni Tàpies (Barcelona, 1923-2012).
También promovió la Fundación Beaumont para contribuir a la difusión del arte y la formación estética; y la Cátedra Felix Huarte de Estética y Arte Contemporáneo, en la Universidad de Navarra, para promocionar la investigación científica, la formación de especialistas y la difusión de la Estética y el Arte Contemporáneo.